# Foras Feasa ar Éirenn
Il Foras Feasa ar Éirinn' (letteralmente "Fondamenti per la conoscenza dell'Irlanda", più comunemente conosciuto come "Storia d'Irlanda") è un'opera scritta in lingua irlandese e completata nel 1634 sotto il regno di Carlo I d'Inghilterra dal religioso, poeta e storico irlandese Seathrún Céitinn (in inglese Geoffrey Keating). Traccia la storia dell'Irlanda dalla Creazione del mondo all'invasione normanna nel XII secolo.
Il trattato ha una narrativa vivace ed è scritto in elegante prosa irlandese. Riflette il punto di vista storico di un Old English che ha abbracciato le tesi della Controriforma e ha lo scopo principale di prendere le difese della sua terra natale dai biasimi di storici come Giraldo Cambrense, Fynes Morrison e Richard Stainhurst.
Secondo Bernadette Cunningham, è una delle cronache irlandesi più importanti e popolari mai scritte, capace di trasmettere l'idea dell'identità irlandese commista con l'identità cattolica.